# Улица Павла Морозова (Казань)
Улица Павла Морозова (варианты названия: Павлика Морозова, Морозова, тат. Павел Морозов урамы, Pavel Morozof uramı) — улица в историческом районе Ягодная слобода Кировского района Казани. Названа в честь Павлика Морозова, участника борьбы с кулачеством в Уральской области.

## География
Начинаясь от Пролетарской улицы, пересекается с Внешней улицей, и заканчивается пересечением с Шоссейной улицей. Ранее пересекалась с улицами Поперечно-Краснококшайская и Герцена.

## История
Возникла как улица Односторонка Кокуя не позднее конца XIX века и административно относилась к 6-й части города. В 1914 году постановлением Казанской городской думы была переименована в улицу Курбского (вариант: Курбская улица), однако фактически это название не использовалось.
Протоколом комиссии Казгорсовета по наименованию улиц от 2 ноября 1927 года, утверждённым 15 декабря того же года, слово «односторонка» из названия улицы было отброшено. Современное название было присвоено улице не позднее второй половины 1930-х годов.
На 1939 год на улице имелось около 25 домовладений: № 3-21/12 по нечётной стороне и № 2-28/17 по чётной; в одном из домов в 1920-е — 1930-е годы располагалась текстильная школа (школа кройки и шитья).
Улица с дореволюционных времён имеет малоэтажную деревянную застройку, которая сносилась при постройке и расширении территории Казанского межобластного комбината торговой рекламы, а также в конце 1990-х — начале 2000-х годов, во время программы ликвидации ветхого жилья.
В первые годы советской власти административно относилась к 6-й части города; после введения в городе административных районов относилась к Заречному (с 1931 года Пролетарскому, с 1935 года Кировскому) району.

## Примечательные объекты
- № 1/13, 2/11 — жилые дома льнокомбината[тат.] (снесены).[21][22]
- № 17 — здание Казанского межобластного комбината торговой рекламы.[23]

## Транспорт
Общественный транспорт по улице не ходит; ближайшая остановка общественного транспорта — «Шоссейная» (автобус, трамвай) на Краснококшайской улице.